# Louane (sanger)
Anne Edwige Maria Peichert (født 26. november 1996), kendt under sit kunstnernavn Louane Emera eller blot Louane, er en fransk sangerinde og skuespillerinde. I Frankrig blev hun kendt for at være semifinalist i 2013-sæsonen af The Voice: la plus belle voix, og er internationalt kendt for sin rolle i 2014-filmen La Famille Bélier, for hvilken hun vandt César-prisen for mest lovende skuespillerinde. Hun repræsenterede Frankrig i Eurovision Song Contest 2025 med sangen "Maman", hvor hun sluttede på syvendepladsen med 230 point.